# Paterson (New Jersey)
Paterson ist mit 159.732 Einwohnern (laut der letzten Volkszählung im Jahr 2020) die drittgrößte Stadt des US-Bundesstaates New Jersey. Paterson ist der Verwaltungssitz von Passaic County.
Die Stadt wurde nach William Paterson benannt und war einst ein Zentrum der Seidenverarbeitung. Durch William Carlos Williams’ fünf Bände füllendes Langgedicht Paterson zählt der Ort zu den denkwürdigsten Orten der amerikanischen Literaturgeschichte.

## Geographie
Nach den Angaben des United States Census Bureaus hat die Stadt eine Gesamtfläche von 22,6 km2, wovon 21,9 km2 Land und 0,8 km2 (3,32 %) Wasser sind.
Paterson liegt etwa 25 km nördlich von Newark (New Jersey) im Nordosten von New Jersey. In ähnlicher Entfernung liegt Manhattan (New York), das über die Interstate 95 bei Fort Lee auf der George Washington Bridge über den Hudson River oder weiter südlich bei Weehawken durch den Lincoln Tunnel zu erreichen ist.

## Demographie
Laut der Volkszählung von 2000 gibt es 149.222 Menschen, 44.710 Haushalte und 33.353 Familien in der Stadt. Die Bevölkerungsdichte beträgt 6826,4 Einwohner pro km2. 32,90 % der Bevölkerung sind Afroamerikaner, 13,20 % Weiße, 0,60 % amerikanische Ureinwohner, 1,90 % Asiaten, 0,06 % pazifische Insulaner, 27,60 % sind anderer Herkunft und 6,17 % Mischlinge, 50,11 % sind Latinos unterschiedlicher Abstammung. Paterson gehört zu den Gemeinden in den USA mit dem höchsten Anteil an Muslimen an der Gesamtbevölkerung (etwa 25 % der Bevölkerung), darunter Türken, Syrer, Libanesen, Palästinenser, Tscherkessen und Bangladescher. Außerdem gilt Paterson als Hauptstadt der peruanischen Diaspora in den USA. Die ethnische und kulturelle Vielfalt Patersons zeigt sich auch an den verschiedenen durch einzelne Einwanderercommunities geprägten Vierteln der Stadt, die Namen wie Little Lima, Little Istanbul und Little Ramallah tragen.
Von den 44.710 Haushalten haben 40,9 % Kinder unter 18 Jahren. 39,4 % davon sind verheiratete, zusammenlebende Paare, 26,8 % sind alleinerziehende Mütter, 25,4 % sind keine Familien, 20,4 % bestehen aus Singlehaushalten und in 7,9 % sind Menschen älter als 65. Die Durchschnittshaushaltsgröße beträgt 3,25, die Durchschnittsfamiliengröße 3,71 Personen.
29,8 % der Bevölkerung sind unter 18 Jahre alt, 11,2 % zwischen 18 und 24, 32,0 % zwischen 25 und 44, 18,7 % zwischen 45 und 64, 8,3 % älter als 65. Das Durchschnittsalter beträgt 30 Jahre. Das Verhältnis von Frauen zu Männern beträgt 100:94,4; für Menschen über 18 Jahre beträgt das Verhältnis 100:91,1.
Das jährliche Durchschnittseinkommen der Haushalte beträgt 32.778 USD, das Durchschnittseinkommen der Familien 35.420 USD. Männer haben ein Durchschnittseinkommen von 27.911 USD, Frauen von 22.733 USD. Der Prokopfeinkommen der Stadt beträgt 13.257 USD. 22,2 % der Bevölkerung und 19,2 % der Familien leben unterhalb der Armutsgrenze, davon sind 29,0 % Kinder oder Jugendliche unter 18 Jahren und 19,1 % der Menschen sind älter als 65 Jahre.
| Jahr | Einwohner¹ |
| ---- | ---------- |
| 1980 | 137.970    |
| 1990 | 140.891    |
| 2000 | 149.222    |
| 2010 | 146.199    |
| 2020 | 159.732    |

¹1980–2020: Volkszählungsergebnisse des US Census Bureau

## Religion
Paterson ist Sitz des römisch-katholischen Bistums Paterson. Die Kathedrale ist Johannes dem Täufer geweiht.

## Sehenswürdigkeiten
Die historischen Wasserfälle Great Falls (auch bekannt als Argus Mill) am Passaic River, sind im National Register of Historic Places mit der Nummer 86001507 registriert.

## In der Kunst
- William Carlos Williams schrieb ein fünfbändiges Gedicht über Paterson.
- Der Spielfilm Hurricane mit Denzel Washington spielt teilweise in Paterson.
- Im Film Paterson von Jim Jarmusch fährt ein Busfahrer täglich seine Route durch die Stadt und schreibt zwischendurch Gedichte.
- Mehrere Szenen der Sopranos spielen in Paterson.
- Der Ich-Erzähler Sal Paradise aus dem Roman Unterwegs von Jack Kerouac wohnt bei seiner Tante in Paterson.

## Söhne und Töchter der Stadt

### Bis 1910
- David M. De Witt (1837–1912), Jurist und Politiker, Vertreter von New York im US-Repräsentantenhaus
- Lawrence Barrett (1838–1891), Schauspieler
- William Graham Sumner (1840–1910), Professor für Soziologie
- Jennie Tuttle Hobart (1848–1941), Ehefrau des US-Vizepräsidenten Garret Augustus Hobart
- James F. Stewart (1851–1904), Politiker, Vertreter von New Jersey im US-Repräsentantenhaus
- Percy Goetschius (1853–1943), Musiktheoretiker und Kompositionslehrer
- Thomas McEwan (1854–1926), Politiker, Vertreter von New Jersey im US-Repräsentantenhaus
- Amos H. Radcliffe (1870–1950), Politiker, Vertreter von New Jersey im US-Repräsentantenhaus
- Henry C. Allen (1872–1942), Politiker, Vertreter von New Jersey im US-Repräsentantenhaus
- Alfred Rosmer (1877–1964), französischer Syndikalist und späterer Kommunist
- Donald H. McLean (1884–1975), Jurist und Politiker, Vertreter von New Jersey im US-Repräsentantenhaus
- Louis Scott (1889/91–1960), Langstreckenläufer
- Joseph Marmaduke Pratt (1891–1946), Politiker, Vertreter von Pennsylvania im US-Repräsentantenhaus
- Emil Muller (1891–1958), Diskuswerfer
- Bert Wheeler (1895–1968), Schauspieler und Komiker
- Charles Kaufman (1904–1991), Drehbuchautor
- Carl Weinrich (1904–1991), Organist und Musikpädagoge
- Alice White (1904–1983), Schauspielerin
- Lou Costello (1906–1959), Schauspieler, Produzent und Komiker
- James Flynn (1907–2000), Säbelfechter
- Albert P. Morano (1908–1987), Politiker, Vertreter von Connecticut im US-Repräsentantenhaus
- David Miller (1909–1992), Filmregisseur

### 1911 bis 1930
- Joe Mooney (1911–1975), Pianist, Arrangeur, Akkordeonspieler und Sänger des Swing
- Joseph DePietro (1914–1999), Gewichtheber
- Sidney Geist (1914–2005), Maler, Bildhauer, Autor und Kunstprofessor
- Charles Samuel Joelson (1916–1999), Jurist und Politiker, Vertreter von New Jersey im US-Repräsentantenhaus
- Bob Oksner (1916–2007), Comiczeichner
- Milton I. Roemer (1916–2001), Sozialmediziner
- Alfred E. Kahn (1917–2010), Professor und Experte für Marktregulierung und -deregulierung
- William E. Gordon (1918–2010), Elektroingenieur, Physiker und Astronom
- Frederick Reines (1918–1998), Physiker
- George Rochberg (1918–2005), Komponist
- Jacob Bigeleisen (1919–2010), Chemiker
- Morris Janowitz (1919–1988), Soziologe und Politikwissenschaftler
- Joseph Weber (1919–2000), Physiker
- Natalie de Blois (1921–2013), Architektin des Internationalen Stils
- Joseph B. Keller (1923–2016), Mathematiker
- Thaddeus Golas (1924–1997), Autor
- Herbert Keller (1925–2008), Mathematiker und Hochschullehrer
- Allen Ginsberg (1926–1997), Autor
- Ralph Martin (1926–2018), Musiker des Modern Jazz und Easy Listening
- Bucky Pizzarelli (1926–2020), Gitarrist des Mainstream Jazz und Swing
- William E. Simon (1927–2000), Geschäftsmann und Politiker, US-Finanzminister
- Walt Levinsky (1929–1999), Musiker, Arrangeur und Komponist
- John J. Mooney (1930–2020), Chemie-Ingenieur und Miterfinder des Drei-Wege-Katalysators

### 1931 bis 1950
- Don Martin (1931–2000), Cartoonist
- Edward C. Schmults (* 1931), Rechtsanwalt und Wirtschaftsmanager, US Attorney General
- Gabriel Kolko (1932–2014), Historiker und politischer Schriftsteller
- Ed Masry (1932–2005), Rechtsanwalt
- Sammy Turner (* 1932), Sänger
- Bill LaVorgna (1933–2007), Pop- und Jazzmusiker
- Sue Ane Langdon (* 1936), Sängerin und Schauspielerin
- Stephanie Rothman (* 1936), Filmregisseurin
- Dave Sime (1936–2016), Leichtathlet
- Peter Kreeft (* 1937), Philosoph und Theologe
- Bill Pascrell (1937–2024), Politiker, Vertreter von New Jersey im US-Repräsentantenhaus
- Ed Polcer (* 1937), Jazzmusiker
- Tom Waddell (1937–1987), Arzt, Olympiateilnehmer und LGBT-Aktivist
- Joseph Pedlosky (* 1938), Meteorologe und Ozeanograph
- Karl Shell (* 1938), Wirtschaftswissenschaftler
- Jack LaSota (* 1941), Jurist und Politiker
- Jimmy Charles (* 1942), Popmusik-Sänger
- Alexander Berzin (* 1944), Autor
- W. Cary Edwards (1944–2010), Rechtsanwalt und Politiker
- Nicholas James Samra (* 1944), Geistlicher, melkitischer Bischof der Eparchie Newton
- Richard Fire (1945–2015), Drehbuchautor und Schauspieler
- Don Brautigam (1946–2008), Illustrator
- Joan Roughgarden (* 1946), Autorin, Hochschullehrerin und Biologin
- Bernard Schutz (* 1946), Physiker
- Randy Edelman (* 1947), Filmkomponist
- H. Jay Melosh (1947–2020), Physiker und Geophysiker
- Don Blasius (* 1950), Mathematiker

### 1951 bis 1970
- Anthony Davis (* 1951), Komponist und Jazzpianist
- Kathryn D. „Kathy“ Sullivan (* 1951), Astronautin
- Robert Torricelli (* 1951), Politiker
- Bruce Arians (* 1952), American-Football-Spieler und -Trainer
- Jeffrey Bewkes (* 1952), Manager, Präsident und Chief Executive Officer von Time Warner
- Bill Mallon (* 1952), Sporthistoriker und Orthopäde
- Larry Hochman (* 1953), Komponist, Orchestrator und Arrangeur
- Vincent Racaniello (* 1953), Virologe und Professor an der Columbia University
- Zoogz Rift (1953–2011), Musiker, Maler und Wrestling-Promoter
- Mindy Sterling (* 1953), Schauspielerin
- Ralph Nuzzo (* 1954), Chemiker
- Rick Schmidlin (* 1954), Filmschaffender
- Mark L. Polansky (* 1956), Astronaut
- Nellie Pou (* 1956), Politikerin, Vertreterin von New Jersey im US-Repräsentantenhaus
- Ron Cephas Jones (1957–2023), Schauspieler
- Frankie Ruiz (1958–1998), Salsa-Sänger
- John Pizzarelli (* 1960), Jazz-Gitarrist, Sänger und Songwriter
- John Colianni (1962/1966–2023), Musiker des Mainstream Jazz
- Michael Jace (* 1962), Schauspieler und verurteilter Mörder
- Gregory Perler (* 1962), Filmeditor
- Martin Pizzarelli (* 1963), Jazzbassist
- Christian Henry Tobler (* 1963), Produktmanager und Fachmann auf dem Gebiet der historischen Kampfkünste und des Europäischen Schwertkampfes
- Patrick Warburton (* 1964), Schauspieler und Synchronsprecher
- Sybil (* 1965), Contemporary-R&B- und Popsängerin
- Jillian Armenante (* 1968), Theater-, Film- und Fernsehschauspielerin
- Jeff Chase (* 1968), Schauspieler
- Ted Langlois (* 1968), Skispringer
- Michael Polite (* 1968), amerikanisch-schweizerischer Basketballspieler
- Matt Lavelle (* 1970), Jazzmusiker

### Ab 1971
- Susan Misner (* 1971), Tänzerin, Film- und TV-Schauspielerin
- Tim Thomas (* 1977), Basketballspieler
- Just Blaze (* 1978), Hip-Hop-Produzent
- Kendall Holt (* 1981), Boxer
- Jemal Johnson (* 1985), Fußballspieler
- Greg Olsen (* 1985), Footballspieler
- Essence Carson (* 1986), Basketballspielerin
- Victor Cruz (* 1986), Footballspieler
- Teya Wright (* 1989), Basketballspielerin
- Fetty Wap (* 1991), Rapper
- K’Waun Williams (* 1991), Footballspieler

Geburtsjahr unbekannt:
- Lakeysha Wright (* 20. Jh.), Basketballspielerin